# Lag 3037/2002
Lag 3037/2002 utfärdades av grekiska staten den 30 juli 2002, som ett led i kampen mot illegal vadslagning, och förbjöd elektroniska spel på allmänna platser efter att en partimedlem i PASOK videofilmats då personen deltog i illegal vadslagning, vilket ledde till masshysteri följd av sensationella rapporter i medierna. Lagen gällde både grekiska och icke-grekiska medborgare.
Syftet var att komma åt elektronisk vadslagning om pengar, men drabbade även vanliga dataspel och mobilspel samt bärbara spel.
Under ett rättsfall mot vissa Internetcaféägare som lät sina kunder spela onlineschack och andra spel, förklarade en local domstol i Thessaloníki att lagen stred mot Greklands konstittion. More than 300 people were gathered outside the court in support of the Internet café owners.
The EU-kommissionen skickade brev till Greklands utrikesministerium och förklarade att lagen kunde strida mot EU-lagstiftningen, och att fallet kunde dras inför EU:s domstol.
Den 24 september 2002 publicerade grekiska statstjänstemän ett dokument i försök att klargöra de kontroversiella artiklarna i lagen.
Efter att EU intgripit och debater med Internetcaféägare, togs ett nytt beslut (1107414/1491/T. & E. F.), som publicerades den 8 december 2003. Den nya lagen innebar visa förändringar, men fortfarande rådde förbud mot elektroniska spel vid Internetcafén.

## Relaterade händelser
Den 14 januari 2004 slog Greklands polis till mot Internetcafeén i Larissa, vilket rapporterades i tidningen Eleftherotypia. 80 datorer beslagtogs, och tre Internetcafeägare arresterades. 
Den 10 februari 2005 anmälde EU-kommissionen Grekland till EU:s domstol på grund av förbudet. 

### Fotnoter
1. ↑  Erik Mörner (11 september 2002). ”Greker rasar mot mobilt spelförbud”. Mobil. http://www.mobil.se/nyheter/greker-rasar-mot-mobilt-spelf-rbud. Läst 25 mars 2014.
2. ↑  Loney, Matt (11 oktober 2002). ”Greek game ban overturned”. ZDNet. http://www.zdnet.com/news/greek-game-ban-overturned/125096. Läst 19 augusti 2011.